# شهرداری دالی ابراهیم
شهرداری دالی ابراهیم (به عربی: بلدية دالي إبراهيم) یک شهرداری در الجزایر است که در استان الجزیره واقع شده‌است.